# Carlo Usiglio
Carlo Usiglio (Milano, 22 gennaio 1926) è un politico italiano, deputato dal 1994 al 1996.

## Biografia
Imprenditore, nel 1991 è membro del comitato direttivo della campagna referendaria di Mariotto Segni organizzata in occasione del referendum del 1993.
Entra a far parte quindi del Patto Segni, da cui però esce il 3 febbraio 1994 insieme ad Adriano Teso, fondando il piccolo Polo Liberal Democratico che, nelle imminenti elezioni politiche del 1994, entra a far parte della coalizione di centrodestra del Polo delle Libertà. Usiglio viene quindi candidato per il Polo nel collegio di Paderno Dugnano, che vince con il 51,2%, venendo eletto deputato.
Poco dopo le elezioni il PLD si sciolse, confluendo in Forza Italia, al cui gruppo parlamentare Usiglio si era nel frattempo iscritto.
Alle elezioni del 1996 Usiglio si ricandidò nello stesso collegio per la coalizione questa volta chiamata Polo per le Libertà, ma ottenne solo il 38,8%, perdendo contro il candidato dell'Ulivo Nando dalla Chiesa, che arrivò al 42,3%.
Successivamente, si è candidato come indipendente nella lista di Alleanza Nazionale per il Consiglio comunale di Milano alle elezioni comunali del 1997.